# Liz Robertson
Liz Robertson (Ilford, 4 maggio 1954) è un'attrice e cantante britannica, nota soprattutto come interprete di musical.

## Biografia
Debutta al Savoy Theatre di Londra a sedici anni e nel 1975 prende parte alla prima produzione inglese di A Little Night Music. È proprio a Londra che Liz Robertson lavora prevalentemente ed il West End è il luogo delle sue performance nei musical My Fair Lady (per cui è stata candidata al Laurence Olivier Award alla migliore attrice in un musical), I Love My Wife, Song and Dance, The Music Man, Follies, Hairspray e Mary Poppins. Ha interpretato Madame Giry sia in The Phantom of the Opera che nel sequel Love Never Dies.
Ha recitato anche negli Stati Uniti: a Broadway nel 1983 con Dance A Little Closer e nel 1986 con Jerome Kern Goes To Hollywood, in un tour nazionale di The King and I nel 1989 con Rudol'f Nureev.
È stata l'ottava e l'ultima moglie di Alan Jay Lerner.

## Filmografia parziale

### Cinema
- The Phantom of the Opera at the Royal Albert Hall, regia di Nick Morris (2011)

### Televisione
- Speechless - serie TV, 2 episodi (2018)